# Bertrand de Rouffignac
Bertrand de Rouffignac  (mort en 1485) est un ecclésiastique qui fut évêque de Sarlat de 1461 à 1485.
Il laisse le souvenir d'un prélat charitable envers les pauvres et meurt en 1485.